# Biblioteca Jagger

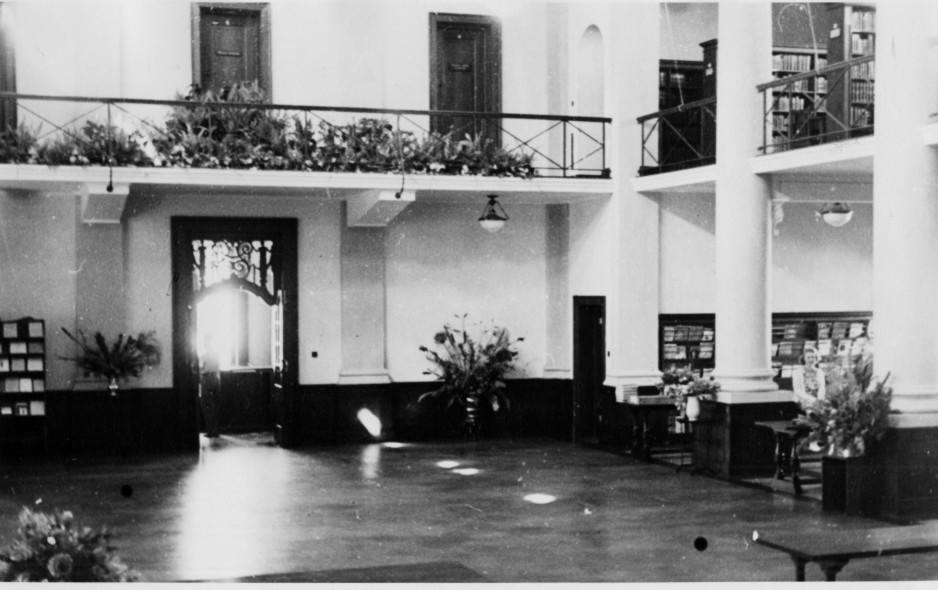
Entrada a la biblioteca Jagger amb decoracions florals el 1947.

La Biblioteca Jagger va ser la sala de lectura principal de la xarxa de biblioteques de la Universitat de Ciutat del Cap.
L'edifici es va construir a la dècada de 1930, amb el nom de John William Jagger, un dels principals benefactors de les biblioteques de la Universitat de Ciutat del Cap. Va servir inicialment com a biblioteca principal, després com a centre de préstec temporal i, més recentment, entre el 2000 i el 2011, com a sala de lectura de la Biblioteca d’Estudis Africans.
El 1980, la biblioteca formava part d'un complex de vuit biblioteques de la Universitat de Ciutat del Cap i era la seu del servei de biblioteques de la universitat. Aleshores contenia 518.000 dels 741.000 volums disponibles a la xarxa de biblioteques i podia allotjar 1280 lectors a les seves sales de lectura.
El 2011, la universitat va iniciar un projecte dirigit a restaurar la biblioteca Jagger a la seva condició original. Es van retirar les passarel·les i balcons instal·lats als anys seixanta i setanta i posteriorment es van pintar, reformar i restaurar els seus elements originals, convertint-se una vegada més en la biblioteca principal de la Universitat de Ciutat del Cap.
Va ser parcialment destruïda per l'incendi de Table Mountain del 2021. No obstant això, els sistemes de detecció d'incendis de la biblioteca van aturar la destrucció de tota la col·lecció.